# Karkihalli, Jevargi
Karkihalli là một làng thuộc tehsil Jevargi, huyện Gulbarga, bang Karnataka, Ấn Độ.